# Gmina Kornowac
Die Gmina Kornowac ist eine Landgemeinde im Powiat Raciborski der Woiwodschaft Schlesien in Polen. Ihr Sitz ist das gleichnamige Dorf (deutsch Kornowatz).

## Gliederung
Zur Landgemeinde (gmina wiejska) Kornowac gehören fünf Ortschaften mit einem Schulzenamt (sołectwo):
- Kobyla (Wilhelmsthal, bis 1922 Kobilla)
- Kornowac (Kornowatz)
- Łańce (Lohnitz)
- Pogrzebień (Pogrzebin)
- Rzuchów (Schönburg, bis 1908 Rzuchow)[2].

## Persönlichkeit
- Heinrich von Zawadzky (1758–1820), preußischer Generalmajor; geboren in Kornowatz.